# Euphorbia umbrosa
Euphorbia umbrosa là một loài thực vật có hoa trong họ Đại kích. Loài này được Bertero ex Spreng. mô tả khoa học đầu tiên năm 1826.